# Matana (fumetto)
Matana è una miniserie a fumetti creata da Leo Ortolani nel 2021. Si compone di sei capitoli e rappresenta un chiaro omaggio al genere spaghetti western.
Come accade frequentemente nelle storie di Ortolani, il protagonista è un alter ego di Rat-Man, ovvero Matana, "la mano sinistra del diavolo", rinomato e sfrontato cacciatore di taglie che si aggira per La Frontiera (una terra desolata e priva di leggi, evidente richiamo al selvaggio west del genere western) in groppa al suo cavallo parlante. 

## Trama

### Capitolo 1 - Arriva Matana...preparati a morire!
La vicenda ha inizio con Matana che si reca dallo sceriffo di Golden City per consegnargli il cadavere di Crotalo, un feroce assassino ricercato dalle autorità, e ottenere così i 2.500 dollari previsti per la sua taglia. Non avendo denaro sufficiente per pagare l'intero compenso, lo sceriffo consegna a Matana un ricercato dal valore di 300 dollari, Isaia (alter ego di Brakko), il quale è stato arrestato semplicemente per il colore della sua pelle (egli è, infatti, proprio come Brakko, nero).
Nell'ufficio dello sceriffo Matana si imbatte nel manifesto di El Muerto, feroce e spietato criminale di cui non si conosce l'aspetto in quanto chi lo vede non vive abbastanza a lungo da descriverlo. Su di esso pende una taglia di 50.000 dollari, mentre per ciascun membro della sua gang è prevista una ricompensa di 1.000 dollari. Il nostro protagonista matura così la volontà di cercare El Muerto e ottenere il lauto guadagno.
Matana si dirige quindi al Saloon di Golden City in compagnia di Isaia, ormai di sua proprietà. Una volta al bancone il protagonista incontra un uomo di nome Speranza, il quale, venuto a conoscenza del proposito di Matana di dare la caccia a El Muerto, gli rivela che lui sa dove trovarlo. La conversazione tra i due viene però bruscamente interrotta da un forestiero alle porte del saloon che invoca a gran voce il nome di Speranza per sfidarlo a duello. Speranza vince il duello ma tre uomini appostati nei paraggi cercano di colpirlo alle spalle. Tuttavia, in suo soccorso arrivano Matana e Djanga (alter ego di Cinzia), una transessuale innamorata di Matana, i quali uccidono gli assalitori.
Speranza rivela loro che gli attentatori erano uomini di El Muerto, il quale gli dà la caccia da molto tempo. Allo stesso modo, Speranza è alla ricerca di El Muerto per ucciderlo, mosso dal profondo odio che nutre nei suoi confronti. Matana decide così di unirsi a Speranza per aiutarlo a raggiungere il suo obbiettivo e ottenere, di conseguenza, i soldi della taglia. Anche Djanga si unisce ai due in questa folle missione.
Il capitolo termina con Matana, Speranza, Djanga e Isaia che galoppano alla ricerca di El Muerto.

### Capitolo 2 - Spara più forte... Matana non ti sente!
Il secondo capitolo si apre con una breve descrizione de La Frontiera, una terra ostile e pericolosa che ospita pochi e sperduti paesi scarsamente civilizzati. Proprio in uno di questi, precisamente Buzzano Marittima, fanno tappa i nostri protagonisti per rifocillarsi e fare scorta di quanto necessario per proseguire il viaggio. Una volta ripartiti in sella ai propri cavalli, Speranza comunica a Matana, Djanga e Isaia di aver appreso dal telegrafo che la morte cavalca vicino a loro. 
A questo punto, l'attenzione viene spostata in un luogo imprecisato de La Frontiera dove una famiglia di poveri contadini, allevatori di pietre, viene raggiunta dalla banda di El Muerto. Quest'ultimo appare come un uomo emaciato, dal viso tetro e dallo sguardo truce, che si fa trasportare dai suoi uomini all'interno di una cassa da morto. La scena si chiude con El Muerto che chiede ai malcapitati coltivatori se conoscono la canzone "Oh mia cara Clementina".
Nel frattempo Matana, Speranza , Djanga e Isaia bevono del caffè intorno a un falò e quest'ultimo rivela di provenire da una famiglia di commercianti di schiavi e di essere stato venduto come tale da suo nonno. Matana gli promette quindi che una volta incassata la taglia di El Muerto potrà finalmente tornare libero. Ripreso il viaggio, i protagonisti si imbattono nei cadaveri dei contadini aggrediti da El Muerto  precedentemente menzionati e Speranza riconosce subito dalle modalità di esecuzione il responsabile di tale efferato delitto. In particolare, Speranza si sofferma sul corpo di un uomo impiccato al ramo di un albero con una sedia dalle gambe rotte sotto di sé, che gli riporta alla mente un breve flashback di una donna che canta "Oh mia cara Clementina" accerchiata da uomini armati. 
Speranza comunica ai propri compagni che il colpevole di tale scempio è El Muerto. I protagonisti intuiscono che quest'ultimo e il suo esercito sono diretti verso il primo villaggio che si incontra procedendo verso sud, ovvero Los Manuelitos. Matana informa quindi gli altri membri del gruppo di avere in mente un piano, basato su una sua presunta amicizia, per sorprendere e attaccare El Muerto . Tuttavia, perché funzioni, è necessario raggiungere tale villaggio prima di El Muerto.
A Los Manuelitos, intanto, un inquieto abitante ammonisce gli altri residenti dell'arrivo di El Muerto e chiede che venga informato di questo anche il capo del villaggio, Don Alejandro, un orsacchiotto di pezza privo di un occhio (alter ego di Piccettino). Quest'ultimo è però già al corrente dell'imminente venuta di El Muerto e non ne è preoccupato. Al contrario, ha fatto schierare all'ingresso della propria dimora una potente mitragliatrice destinata ad un suo vecchio amico.